# Heimkehrerlager Gronenfelde

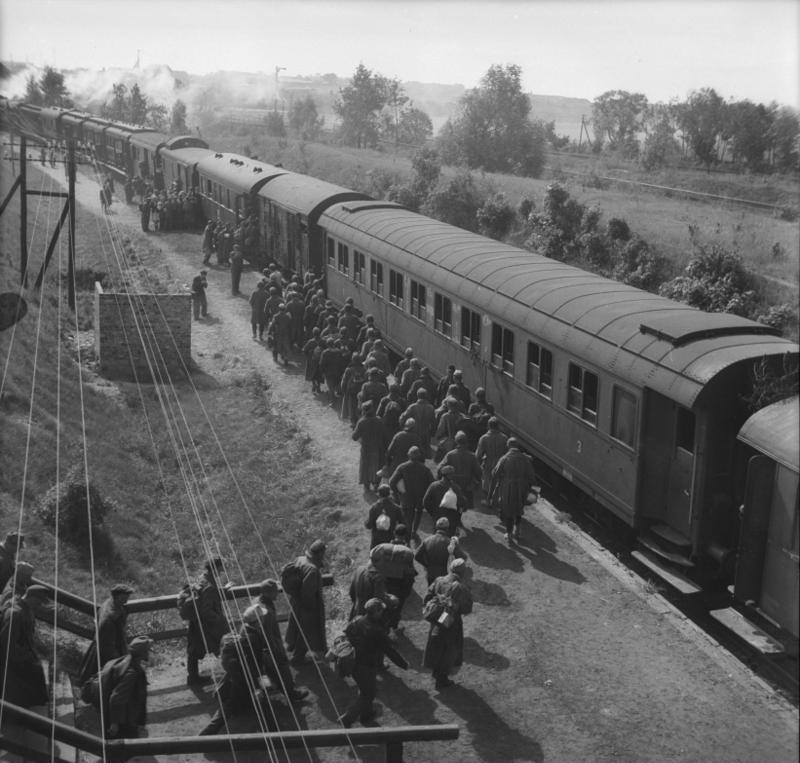
Im Lager Gronenfelde bei Frankfurt (Oder). Nach erfolgter Entlassung werden die ehemaligen Kriegsgefangenen auf dem Bahnhof Gronenfelde in die bereitstehenden Eisenbahnwagen geführt und in ihre Heimatorte gebracht.

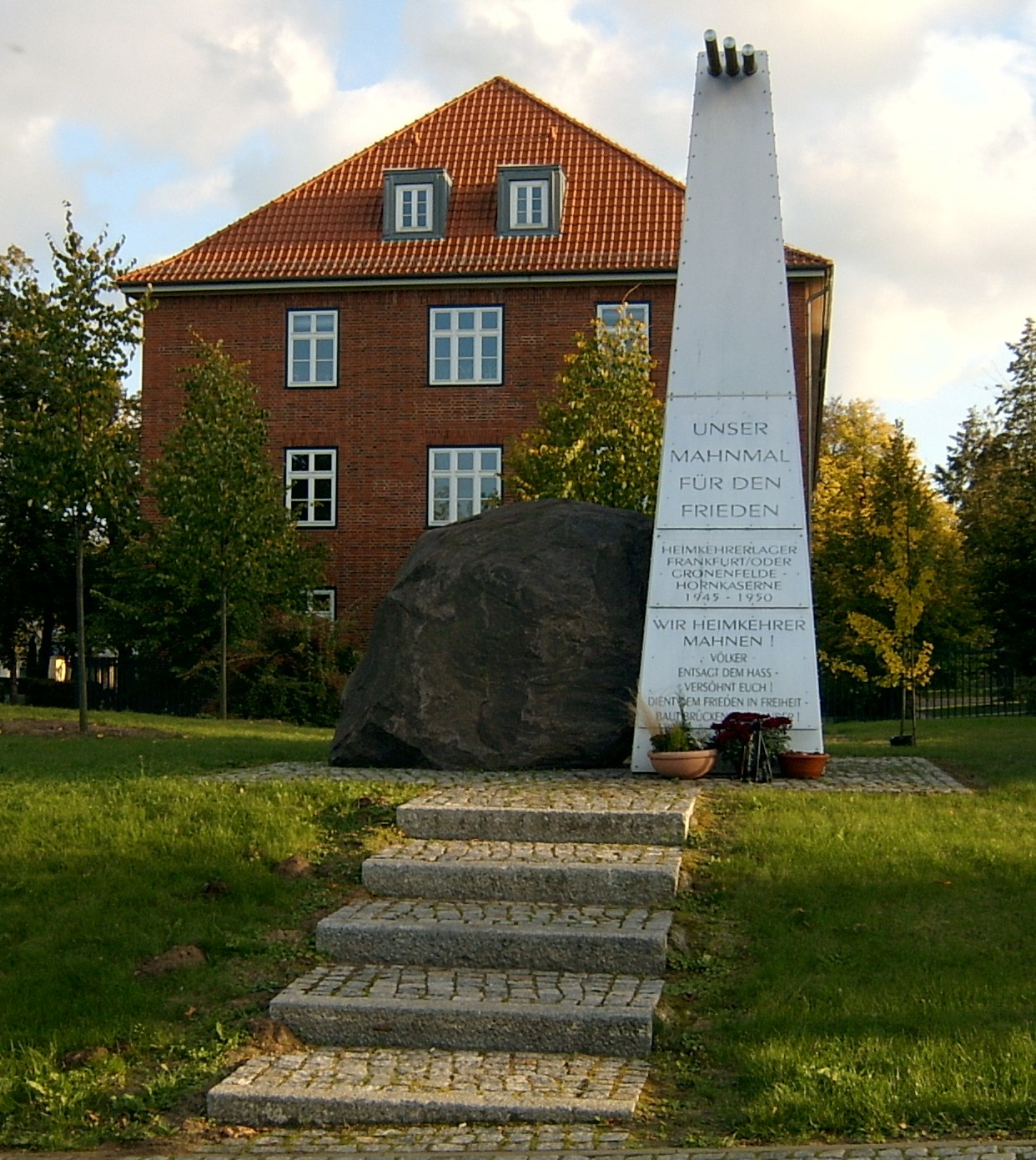
Das Mahnmal für den Frieden vor der ehemaligen Hornkaserne.

Das Heimkehrerlager Gronenfelde war nach Ende des Zweiten Weltkrieges das zentrale Heimkehrerlager für deutsche Kriegsgefangene im Osten. Das Lager befand sich bei Frankfurt (Oder) südlich von Booßen an der Gabelung der Eisenbahnstrecken von Frankfurt nach Seelow und Rosengarten/Berlin (Reichsbahnhaltepunkt Dreibrücken). Heute befindet sich die Deponie Seefichten an gleicher Stelle.

## Geschichte
Schon 1915 wurde in Gronenfelde ein Lager für ungefähr 23.000 Kriegsgefangene verschiedener Nationalitäten erbaut. Die russischen erbauten die heutige Heilandskapelle aus Holz. Im Jahr 1946 wurde die Stadtverwaltung Frankfurt (Oder) von der Provinzialverwaltung und der Zentralverwaltung für deutsche Umsiedler beauftragt, ein Lager für die aus der Kriegsgefangenschaft in der Sowjetunion zurückkehrenden Soldaten einzurichten. Die Nähe zum Gut Gronenfeld gab dem Lager seinen Namen. Bereits 1942 hatte das Reichsinnenministerium hier ein Lager für Fremdarbeiter errichten lassen. 
Nach dem Krieg nutzen die sowjetischen Truppen das Lager zuerst als Sammellager für Kriegsgefangene und ab dem 29. April 1946 als Quarantänelager. Im März 1946 wurde für das Lager durch das Sozialamt Frankfurt die Einstellung von Personal vorgenommen, welches Aufräum- und Instandsetzungsarbeiten im Lager vornehmen sollte. Der Bericht über eine Besichtigung des Lagers am 9. Mai 1946 macht den schlechten Zustand des Lagers deutlich. Die Fenster der Baracken waren zerbrochen oder fehlten, ebenso die Türen. Die Dächer waren undicht, und es gab kein fließendes Wasser. Mitte April 1946 wurde eine eigene Lagerverwaltung bestimmt, die der Provinzialverwaltung Brandenburg unterstellt und von Frankfurt beaufsichtigt wurde. Lagerleiter wurde Max Homann.
Am 27. Juli 1946 erreichten die ersten Heimkehrer das Lager, welches inzwischen weitgehend instand gesetzt worden war. In Frankfurt angekommen, wurden die Männer entweder in der Hornkaserne oder im Lager Gronenfelde von Mitgliedern der SED begrüßt und auf die neue Situation Deutschlands vorbereitet. Später übernahmen auch andere Parteien diese Funktion. Vom Lager wurden die Männer, abhängig von ihrem Wohnort, weitergeleitet. Medizinisch standen neun Ärzte, 30 Krankenschwestern und sechs Sanitäter zur Verfügung. Die ersten Transporte kamen vor allem aus Ungarn, Polen und Rumänien, erst später aus der Sowjetunion. Als die ersten Transporte aus der Sowjetunion eintrafen, gab es eine Veränderung des Ablaufs. Bis dahin waren die Männer direkt im Lager Gronenfelde angekommen. Jetzt wurden sie zuvor im Lager Hornkaserne, Bezeichnung Kriegsgefangenenlager 69 Frankfurt Oder, aufgenommen, wo sie entlaust wurden und sich waschen konnten. Über die dortige Behandlung durch die deutsche Lagerpolizei gab es wiederholt Beschwerden. So tauschten sie, unter dem Vorwand, in Gronenfelde würden ihnen alle Rubel abgenommen, Geld zu schlechten Kursen um, stahlen Geld und tauschten gute Kleidung der Heimkehrer gegen verschlissene aus. Am nächsten Tag wurden sie ins drei Kilometer entfernte Lager Gronenfelde geschickt, wo der weitere Transport organisiert werden konnte. Das Lager tauschte die mitgebrachten Rubel im Verhältnis 1 Rubel für 2 Reichsmark um, nach der Währungsreform der Sowjetunion ab 1947 erhielten die Männer 0,63 RM pro Rubel.
Die Presse berichtete am 25. September 1946 ausführlich vom Lager, als der 120.000. Gefangene das Lager passierte. Auch hatten sich Vertreter von Behörden, Parteien und Gewerkschaften dazu eingefunden.
Am 27. September 1946 trafen die ersten zivilen Gefangenen aus der Sowjetunion im Lager ein.
Bis 1947 wurden Verstorbene auf dem Nuhnen-Friedhof bestattet, danach auf dem Stadtfriedhof Frankfurts. Um die Krankenhäuser Frankfurts zu entlasten, wurden ab dem 10. September 1946 zweimal pro Woche Lazarettzüge eingesetzt, welche Kranke in Richtung ihrer Heimat transportierten. Der erste Zug transportierte 689 Kranke, drei Ärzte, zehn Sanitäter und 18 Schwestern. Vom Juli bis zum Dezember 1946 starben 492 Heimkehrer in Frankfurt. Das Hauptpostamt Frankfurts eröffnete 1947 eine Poststelle im Lager, welche ein Jahr darauf noch erweitert wurde. Damit bestand die Möglichkeit, an drei Schaltern Telegramme abzuschicken und zwei Telefonapparate zu nutzen. Die Beförderung von Postkarten war dabei kostenlos.
Um die medizinischen Kapazitäten des Lagers zu erweitern, wurde am 17. Juli 1947 zwischen dem brandenburgischen Ministerium für Arbeit und Soziales und der Stadt Frankfurt ein Vertrag zur Übernahme des städtischen Behelfskrankenhauses Westkreuz in der Breiten Straße 24, heute Rosa-Luxemburg-Str., geschlossen.
Am 27. Juli 1947 wurde das einjährige Bestehen des Lagers gefeiert, dazu hielt der Intendant des Stadttheaters Assmuss auf einer Kundgebung die Eröffnungsrede. Weiterhin sprachen der Oberbürgermeister Wegener und der Bürgermeister Frankfurts Jentsch und andere.
Am 26. Oktober 1947 wurde mit Rudi Ohme der 300.000. Heimkehrer durch das Lager geleitet, was für eine Kundgebung im Lager genutzt wurde. Eine Personalaufstellung vom 19. September 1947 gab 67 Angestellte für das eigentliche Lager an, davon einen Arzt und zwei Sanitäter. Weiterhin gab es in der Sanitätsstation Westkreuz 39 Angestellte, darunter zwei Ärzte sowie das Transportpersonal mit 34 Angestellten, davon vier Ärzte. Hinzu kamen noch einige Mitarbeiter, die nicht direkt der Lagerverwaltung unterstanden.
Im Winter des Jahres '47 kam es zu einem kritischen Brennholzmangel. Die Situation war wohl durch mangelnde Initiative der Lagerleitung verursacht worden. Landesminister Schwob schrieb am 17. Dezember 1947 an den Frankfurter Oberbürgermeister:
Bezeichnend ist, dass es allen anderen Lagern gelungen ist, ausreichend Vorräte an Holz heranzuschaffen, und dass nur allein Gronenfelde dies nicht erreicht hat. Es bleibt daher nur übrig anzunehmen, dass der Lagerleiter nicht die Entschlußkraft besitzt, schwierige Situationen zu meistern.
Am 27. Januar 1948 brach in der Geschäftszimmerbaracke ein Brand aus, der durch die Feuerwehr gelöscht werden musste. Dabei wurde der illegale Waffenbesitz des Lagerleiters Vogel offenbar, der daraufhin sofort entlassen wurde, und der bis dahin stellvertretende Leiter Rösch wurde zum kommissarischen Leiter bestimmt. In dem Winter machte sich auch ein Mangel an Heizmaterial bemerkbar.
Ab dem 1. April 1948 wurde Bernhard Janke, bisher politischer Instrukteur des Lagers, zum Lagerleiter ernannt.
Im Sommer 1948 führte ein Wanderkino drei Monate lang im Lager Filme vor. Ab dem Sommer 1948 wurden die Einwohner Brandenburgs, Berlins, Mecklenburgs, Sachsens und Sachsen-Anhalts direkt nach Hause geschickt statt über ein weiteres Lager. Daher errichtete das Reichsbahnamt 7 eine Fahrkartenausgabe ein. Die Finanzierung der Fahrkarten erfolgte durch die einzelnen Länder.
Die Gesundheitssituation der Heimkehrenden besserte sich im Verlauf der Jahre deutlich. 1947 waren etwa 70 Prozent krank, 1948 nur noch 12 Prozent. Auch die Notwendigkeit zur Einweisung in ein Krankenhaus war gesunken; 1947 waren es 0,5 Prozent, 1948 0,33. Durch diese verbesserte Situation wurde eine Entlastung der Sanitätsstationen und Krankenhäuser spürbar. Daher konnte der Rat der Stadt Frankfurts am 18. Mai 1948 die Sanitätsstation Westkreuz übernehmen.

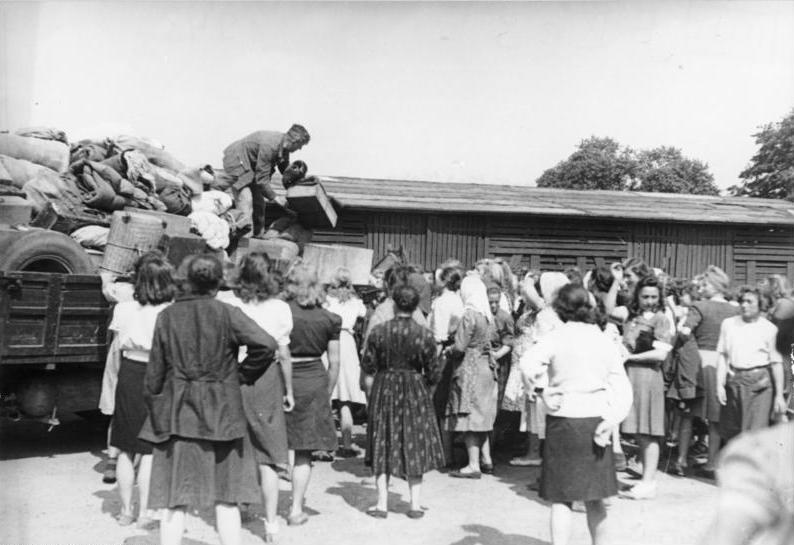
Ankunft im Lager (1948)

Im 4. Quartal 1948 sank die Zahl der durch das Lager geleiteten Menschen stark, und im Januar und Februar 1949 blieben die Transporte vollständig aus. Ende März 1949 stiegen die Transporte dann schlagartig wieder an und verlangten die Durchschleusung von 31.000 Menschen innerhalb von zehn Tagen. Ebenfalls Anfang 1949 wurde Herr Ziegelsdorff Leiter des Lagers, der aber am 7. September desselben Jahres entlassen wurde und am 12. September 1949 durch Ernst Schäfer ersetzt. Am 27. März 1949 gab es einen kleineren Brand, der durch einen Ofen ausgelöst wurde. Der Schaden war aber gering. Im September 1948 wurde ein Geschäft im Lager errichtet. Aufgrund der stetig wachsenden Nachfrage wurde 1949 zusätzlich ein Laden der HO eröffnet. Am 13. April 1949 traf im Lager Gronenfelde der erste Transport Vertriebener aus den jetzt polnischen Gebieten ein. Ab September 1949 wurde begonnen, die bis dahin geführten Registrierlisten in eine Kartei zu überführen, um so einen besseren Zugriff auf die Daten zu haben.
Im Dezember 1949 wurde der größte Durchgang von Gefangenen, ca. 95.000, verzeichnet. Im Januar 1950 kamen die letzten Transporte aus Brest nach Frankfurt mit etwa 18.000 Heimkehrern und Zivilinternierten.
Nach dem Ende dieser Transporte wurde das Lager ab Februar 1950 auf die Durchleitung von Umsiedlern aus Polen im Rahmen der Familienzusammenführung umgestellt. Primär sollten dafür allerdings die Lager in Wolfen und Fürstenwalde genutzt werden. Am 20. Februar 1950 kamen die ersten Umsiedlertransporte aus Polen an. Ende März 1950 wurden neue Kriegsgefangenentransporte aus der Sowjetunion angekündigt.
Der Lagerleiter Ernst Schäfer trat 1950 zurück und wurde am 15. April von Erich Slupik ersetzt. Am 3. Mai 1950 passierte der letzte Heimkehrertransport Gronenfelde. Am 6. Mai 1950 wurde vom Berliner Rundfunk aufgrund einer Information der sowjetischen Nachrichtenagentur Tass das Ende der Rückführungen mitgeteilt. Daher wurde der Stadtverwaltung Frankfurt am 15. August 1950 das Lager übergeben.
Das Lager blieb bis ins Jahr 1955 Ankunftsstätte für die aus der Sowjetunion entlassenen SMT-Verurteilten.

## Transporte
Die Transporte erfolgten zu Beginn meist in einfachen Güterwaggons, da keine Personenwagen zur Verfügung standen. Ab Januar 1948 besserte sich die Situation und es wurden, wenn auch mit Ausnahmen, Personenwaggons eingesetzt.
- Einwohner Brandenburgs in ihre Wohnorte
- Einwohner Groß-Berlins nach Berlin
- Einwohner Mecklenburgs nach Schwerin
- Einwohner Sachsen-Anhalts nach Pretzsch-Körbin
- Einwohner Sachsens nach Leipzig
- Einwohner Thüringens nach Erfurt
- Einwohner Bayerns (amerikanischer Sektor) nach Oelsnitz
- Einwohner der sonstigen amerikanischen, der britischen und französischen Zone nach Erfurt
- Einwohner der ehemaligen deutschen Ostgebiete nach Fürstenwalde und später nach Pirna

Später wurden diese Transporte umgestellt. Ab dem 23. Juli 1948 erfolgten die Transporte in die britische Zone über Heiligenstadt und für die gesamte amerikanische und französische Zone nach Oelsnitz.
Transporte für die gesamte Westzone gingen ab dem 27. April 1948 über Erfurt mit Ausnahme von Heimkehrern aus Bayern, die weiterhin nach Oelsnitz fuhren.
Im April 1949 erfolgte eine weitere Änderung. Ab jetzt wurden die Einwohner der französischen Zone und Hessens (amerikanisch) über Eisenach geleitet. Die sonstigen Rückkehrer in den amerikanischen Sektor wurden weiter über Oelsnitz und später über Gutenfürst geleitet.
1947 wurden 31 Lazarettzüge mit 11.000 Mann eingesetzt, 1948 konnte die Zahl auf 15 Züge mit 4.000 Mann gesenkt werden.
Im Anschluss an diesen Transport innerhalb der DDR ging es für Westheimkehrer weiter in ein Grenzdurchgangslager.

## Gebäude
Es gab 1946 22 hölzerne Baracken;
- 15 für die Unterbringung der Heimkehrer
- 1 für den Furier
- 1 Küche
- 1 für Tischlerei, Friseur, Näherei, Schuhmacherei
- 1 Entlausungsanlage
- 1 Revier
- 1 Geschäftszimmer und Unterkünfte für das Personal
- 1 Kohlenschuppen

Auf Grund der vorgefundenen Zerstörungen und der allgemein schlechten wirtschaftlichen Situation fehlten auch im Lager grundlegende Dinge. Die Wasserversorgung konnte mit einem aufgefundenen Motor über eine Pumpstation in Gang gesetzt werden.
Die Abwässer wurden über Sickergruben entsorgt.

## Versorgung der Heimkehrer
Im Februar 1947 gab es für Heimkehrer folgende Reiseverpflegung (pro Tag); 940 Gramm Brot oder 470 Gramm Zwieback; 78 Gramm Wurst oder Fleischkonserven, 30 Gramm Fett, 17 Gramm Zucker, 0,2 Gramm Tee oder Kaffee, 30 Gramm Salz, 10 Gramm Seife.
Für Vertriebene wurde eine geringere Verpflegung zur Verfügung gestellt; 515 Gramm Brot oder 258 Gramm Zwieback, 15 Gramm Wurst oder Fleischkonserven, 10 Gramm Fett, 20 Gramm Zucker, 5 Gramm Kaffee, 13 Gramm Salz, 30 Gramm Marmelade oder 15 Gramm Zucker. Weiterhin erhielten Kinder von Umsiedlern bis zur Vollendung des ersten Lebensjahres 0,5 Liter, danach bis zum vollendeten fünften Lebensjahr 0,25 Liter Milch.
Die Menge und Zusammensetzung der Reiseverpflegung wurde regelmäßig verändert, und den Reisenden standen unterschiedliche Mengen zu. Zu Beginn erhielten alle Weiterreisenden Verpflegung für drei Tage. Ab Anfang 1947 wurde differenziert. Für Menschen mit ihrer Heimat in den von den westlichen Alliierten besetzten Gebieten und Thüringen gab es drei Tagessätze, für alle anderen zwei. Ab Februar wurden die Heimkehrer nach Brandenburg oder Berlin nur noch mit einem Tagessatz, in die sonstige sowjetische Besatzungszone mit zwei und die übrigen mit drei Tagessätzen Verpflegung versorgt, allerdings wurde der Satz für Thüringen später wieder auf drei angehoben.
Nach Rösch zahlte die Provinzialverwaltung des Landes Brandenburg bis zum 14. Oktober 1946 finanzielle Unterstützungen an mittellose Heimkehrer. Daher tat die Volkssolidarität Brandenburgs dies teilweise, indem sie abhängig von der Bedürftigkeit der Heimkehrer bis zu 30 RM zahlte. Hirthe hingegen sagte, dass ab Sommer 1946 jeder Heimkehrer 3 Mark erhielt, welche durch Spenden gesammelt worden waren.
Weiterhin zahlte die Zentralverwaltung für deutsche Umsiedler den Heimreisenden und Vertriebenen ab 1. August 1947 50 Reichsmark aus. Nach der Währungsreform waren es 50 Mark für die sowjetische Besatzungszone und 20 für die westlichen Zonen. Bereits zwei Monate später, ab dem 12. Oktober, wurden einheitlich 50 Mark ausgezahlt. Dies geschah auf Grund des Befehls 178 des Obersten der Sowjetischen Militäradministration in Deutschland vom 16. Juli 1947. Insgesamt wurden vom 1. Oktober 1947 bis zum Juni 1949 27.823.640 Mark ausgezahlt.

„Bis zu 5000 Mann täglich kommen in drei bis vier Güterzügen in Gronenfelde bei Frankfurt an der Oder aus Rußland an, um als Kriegsgefangene endgültig von den Sowjets entlassen zu werden. […] Fast alle stehen fast vor dem Verhungern, wenn sie nach zwei bis drei Wochen Fahrt in Gronenfelde eintreffen. ‚Seit Jahren haben wir uns zum erstenmal wieder in Gronenfelde sattessen können‘, berichten sie übereinstimmend. Es gibt in diesem Entlassungslager ausreichend Brot, Speck und Fleisch. Über Friedland und Hof geht es dann in die westlichen Zonen. […] Heimkehrer in Gronenfelde erhalten bei der Entlassung von den Russen ein Abschiedsgeld in Höhe von 50 Mark, wobei ihnen erzählt wird, daß diese Summe an der Demarkationslinie umgewechselt werde. Es ist der letzte schlechte Scherz, den man sich mit diesem menschlichen Elendszug erlaubt. Die fünfzig Mark erweisen sich an der Grenze als ungültig gewordene Reichsmark. Briten und Amerikaner drücken in ihrer Zone den Rückkehrern aus Rußland die Fahrkarte heimwärts und 10 Deutsche Mark als Zehrgeld in die Hand.“

Durch Spenden war es möglich, weitere Güter an die Heimkehrer zu zahlen. So spendete das Internationale Komitee vom Roten Kreuz (IKRK) Lebensmittel, Trockenmilch, Medikamente, sonstiges Sanitätsmaterial und für die Winterfestmachung des Lagers Dachpappe. Das Schweizerische Rote Kreuz (SRK) sorgte für Sonderverpflegung von 0,5 Liter Suppe aus Trockenmilch und Nährmitteln, Zucker oder je 0,5 Liter Büchsenbohnen mit Fleisch und 100 Gramm Salzhering. Das schwedische Demokratiska Hjälpkommiten för Tyskland Stockholm spendete 15.000 Zigaretten.
Auch kirchliche Organisationen mühten sich um das Wohl der Heimkehrer. Zu Beginn waren sie noch direkt im Lager tätig, später wurde dies unerwünscht, und die Hilfen konnten nur in Krankenhäusern und der Bahnhofsmission erfolgen.
Auch private Helfer, vor allem Frauen, opferten ihre Zeit und Güter, um sie den Heimkehrern zukommen zu lassen. Beispielsweise wurden vom Oktober 1946 bis Oktober 1947 etwa 12.000 Kleidungsstücke durch ehrenamtliche Helfer ausgebessert. Da anfangs zonenübergreifende Suchdienste verboten waren, wurden Postkarten aus Gronenfelde als sogenannte Heimkehrerpost gebührenfrei gestellt. 
Das medizinische Personal wurde abwechselnd von den Ländern der sowjetischen Besatzungszone bereitgestellt, welches in einer Frühschicht, von 6:00 Uhr bis 14:00 Uhr, und einer Spätschicht, von 14:00 Uhr bis 22:00 Uhr, arbeitete. In der Krankenstation des Lagers wurde nur ambulant oder maximal zwei Tage stationär behandelt. Chefarzt war von 1947 bis 1949 Dr. Michael Gehring. Dieser erstellte regelmäßig Monatsberichte. Vom 25. Januar bis zum 25. Februar 1947 meldete er 5.171 Behandlungen, 168 Einweisungen in das Lagerkrankenrevier und 112 in Krankenhäuser. Fünf dieser Heimkehrer starben, zwei an Dystrophie, einer an Lungenentzündung und zwei an fieberhaften Darmerkrankungen. Allerdings wurden nicht alle Ankommenden untersucht, dies wurde erst nach dem entsprechenden Befehl vom 25. März 1947 durchgeführt.

## Zahlen der Heimkehrer
| Jahr  | Kriegsgefangene | Zivilinternierte | Zivilinternierte | Zivilinternierte |
| Jahr  | Kriegsgefangene | Männer           | Frauen           | Kinder           |
| ----- | --------------- | ---------------- | ---------------- | ---------------- |
| 1946  | 149.289         | 8.972            | 6.626            | 197              |
| 1947  | 218.736         | 12.593           | 10.403           | 94               |
| 1948  | 334.571         | 4.616            | 4.743            | 81               |
| 1949  | 386.687         | 5.414            | 6.283            | 134              |
| 1950  | 36.225          | 525              | 74               | 8                |
| Summe | 1.125.508       | 32.120           | 28.129           | 514              |